# Ampulex javana
Ampulex javana är en  stekelart som beskrevs av Cameron 1905. Ampulex javana ingår i släktet Ampulex och familjen Ampulicidae. Inga underarter finns listade i Catalogue of Life.